# رابرت زیمرمن (بازیکن فوتبال)
رابرت زیمرمن (انگلیسی: Robert Zimmermann؛ زادهٔ ۲۱ مهٔ ۱۹۶۳) بازیکن فوتبال اهل آلمان است.
از باشگاه‌هایی که در آن بازی کرده‌است می‌توان به باشگاه فوتبال کایزرسلاوترن و باشگاه فوتبال کارل زایس ینا اشاره کرد.